# Környezeti változók
A környezeti változók (angolul environment variables) a számítógép működésére nézve fontos információkat tartalmazó szöveges (sztring) szimbólumok, amelyeket az operációs rendszer tárol (A környezeti változók nem tévesztendőek össze a programok belső változóival). A környezeti változók mindig a programokon kívül léteznek, de a programok számára elérhetőek: a programok „közelében”, környezetében fordulnak elő. Környezeti változó például a PATH, a PROMPT, a TEMP, stb. A környezeti változók értékeit a programok lekérdezhetik és felhasználhatják működésükhöz.

## Jelentősége
A környezeti változók legfontosabb alkalmazási területe a rendszer indítása során a felhasználó számára kényelmes, egyedi környezet automatikus beállítása Például a rendszerdátum, készenléti jel, időzóna, használt nyelv és kódlapok, stb., stb. beállítása. 
A környezeti változók egyéb alkalmazásokban főként akkor válnak jelentőssé, amikor 
- adato(ka)t kell átadni olyan programok részére, amelyek a kérdéses adato(ka)t parancssori paraméterként nem tudják átvenni;
- az operációs rendszer egyes szolgáltatásait kell elérni (például rendszeridő, könyvtárak, fájlok elérési útjai) jelentősebb programozói erőforrás igénybevétele nélkül;
- programok közötti néhány szavas adattovábbításra van szükség és az átadandó adatok fájlba írására nincs lehetőség.[1]

Számos program úgy van megszerkesztve, hogy működése függ egyes környezeti változók értékeitől. Ezért a programok indulás előtt ellenőrizhetik bizonyos környezeti változók meglétét. Például a legtöbb szöveg- és dokumentumszerkesztő program hoz létre átmeneti munkafájlokat (ideiglenes fájlokat) adtatok tárolására, amelyeket kilépéskor automatikusan töröl. Az átmeneti fájlok helye rendszerint a TEMP környezeti változó által meghatározott könyvtár.
Számos program egyedi környezeti változót használ működésének befolyásolására.
Példa:
```
REM a halom (heap) memóriaméretét állítja be egy LISP interpreter számára

SET
 
LISPHEAP
=
39000

```

Néhány program pedig indítási kísérlet után hibaüzenettel leáll, ha az általa keresett speciális környezeti változót nem találja meg, vagy a megtalált környezeti változó a program számára hibás adatokat tartalmaz.

## Története
A környezeti változók mai formáját 1979-ben a Unix 7-es verzióban vezették be és benne van a Unix operációs rendszerekben, beleértve a Linuxot  és OS X-et is, majd átvette a  PC DOS 2.0-1982-ben. Később a Microsoft összes operációs rendszere is használatba vette a környezeti változókat, bár némileg eltérő a használat szintaxisa (a környezeti változókra való hivatkozás és a kiértékelés módja) továbbá eltérés van egyes változók neveiben is. Néhány környezeti változó csak az adott operációs rendszerben található meg, mint például a
%PWD% vagy a %WINDIR%

## Alapok
Minden Unix/Linux operációs rendszer, a DOS és a Microsoft Windows összes verziója használ környezeti változókat, de nem mindegyik ugyanazokat. 
Néhány környezeti változó:
- PWD - az aktuális könyvtár neve;
- HOME – azt a könyvtárat jelöli, amelybe egy cd utasítás hatására ugrik;
- PATH – azon könyvtárak listája ahol a parancsértelmező a kiadott parancsokat keresi;
- MAIL – a leveleket tartalmazó fájl neve;
- TERM – a terminál típusa;
- SHELL – a bináris shell állomány elérési útvonala;
- LOGNAME – az a név amelyen a felhasználót a rendszer nyilvántartja.

### Környezeti változó lekérdezése
A rendszerben lévő környezeti változók lekérdezése függ a használt operációs rendszertől. A paraméter nélkül, önmagában kiadott SET parancs minden operációs rendszeren kiíratja az összes használt környezeti változó nevét és azok értékeit is
Amennyiben csak egyetlen környezeti változó értékére van szükség, akkor a lekérdezni kívánt környezeti változó pontos nevét kell megadni az adott operációs rendszer szabályai szerint. Egy példa a TEMP környezeti változó értékének lekérdezésére különböző operációs rendszerekben:
a) Unix/Linux esetén 
```
echo
 
$TEMP

```

b) MS-DOS, OS/2 és Windows rendszerekben
```
ECHO
 
%TEMP%

```

Windows PowerShell használata esetén pedig:
```
Write-Output $TEMP

```

### Létrehozás, értékadás
Környezeti változókat általában a rendszerindító és konfigurációs állományok (például az AUTOEXEC.BAT fájl) hoznak létre. A számítógép kezelőjének kétféle lehetősége van környezeti változó létrehozására:
- parancssorba való begépeléssel vagy
- batch programmal (shell szkripttel).

Környezeti változó létrehozása a SET paranccsal történik. Egy környezeti változó értékadáskor automatikusan jön létre:
```
@
ECHO
 OFF

REM környezeti változó létrehozása értékadással

SET
 
vackor
=
"vadkörte"

```

### Módosítás
Az értékadás egyik esete a módosítás, melynek során a környezeti változó értéke
- törlődhet és ezután felvesz az új értéket (kicserélődik), vagy
- kiegészül a meglévő érték megtartása mellett (például a PATH) környezeti  változó.

```
@
ECHO
 OFF

REM a PATH környezeti változó kiegészítése új könyvtár elérési útjával

SET
 
PATH
=
%PATH%
;c:\DOS

```

Nem minden környezeti változó módosítható. A felhasználó által létrehozott környezeti változókon kívül a rendszerben mindig meglévő környezeti változók lehetnek
- konstans vagy
- dinamikus

környezeti változók.
A konstans környezeti változók nem módosíthatóak. Ilyen például a processzor típusát visszaadó környezeti változó.
A dinamikus környezeti változók értékeit általában a rendszer automatikusan frissíti, de esetenként (megfelelő szabályok betartásával) módosíthatóak. Dinamikus környezetváltozók közé tartoznak például az aktuális dátumot, időt vagy az aktuális könyvtár nevét tároló környezeti változók.

### Dokumentálatlan környezeti változók
A legtöbb rendszer tartalmaz nem publikált, nem dokumentált környezeti változókat. Például a Windows  az alábbi nem dokumentált
– csak olvasható – környezeti változókat használja:
| Változó neve     | Jelentése                                                                                           |
| ---------------- | --------------------------------------------------------------------------------------------------- |
| %__CD__%         | Az aktuális könyvtár neve \-jellel lezárva                                                          |
| %=C:%            | A C: meghajtó használata esetén az aktuális könyvtár                                                |
| %=D:%            | A D: meghajtó használata esetén az aktuális könyvtár                                                |
| %=ExitCode%      | A legutolsó futott program kilépési kódja tizenhatos számrendszerben                                |
| %=ExitCodeAscii% | A legutolsó futott program kilépési kódjának ASCII értéke, ha nyomtatható karakter (32-től nagyobb) |

### Microsoft Windows környezeti változói
A következő táblázat a Windows operációs rendszer környezeti változóinak leírását tartalmazza:
| Változó neve              | Jelentése |
| ------------------------- | --- |
| %ALLUSERSPROFILE%         | "All Users" profil elérési útja.                                                                                                   |
| %APPDATA%                 | Az alkalmazások a profilon belül itt tárolják az adataikat.                                                                        |
| %CD%                      | Aktuális könyvtár. |
| %CMDCMDLINE%              | Az éppen futó parancssor ("cmd.exe") elérési útja, idézőjelbe téve.                                                                |
| %CMDEXTVERSION%           | Parancssor verziószám. |
| %COMPUTERNAME%            | Számítógépnév. |
| %COMMONPROGRAMFILES%      | C:\Program Files\Common Files |
| %COMMONPROGRAMFILES(x86)% | ? C:\Program Files (x86)\Common Files (csak 64 bites verziókban)                                                                   |
| %COMSPEC%                 | A parancsértelmező helye: C:\Windows\System32\cmd.exe                                                                              |
| %DATE%                    | Rendszerdátum. |
| %ERRORLEVEL%              | Futás során keletkezett kilépési hibák kódja. Ha 0, akkor nem volt hiba.                                                           |
| %HOMEDRIVE%               | C: |
| %HOMEPATH%                | A felhasználó saját könyvtárának elérési útja. \Documents and Settings\{username}                                                  |
| %HOMESHARE%               | A felhasználó saját megosztott könyvtárának elérési útja.                                                                          |
| %LOCALAPPDATA%            | ? |
| %LOGONSERVER%             | Az aktuális munkafolyamat ezen a kiszolgálón zajlik (ide jelentkezett be a felhasználó).                                           |
| %NUMBER_OF_PROCESSORS%    | Processzorok száma. |
| %OS%                      | Operációs rendszer neve. A Windows XP és a Windows 2000 a Windows_NT értéket adja vissza.                                          |
| %PATH%                    | Végrehajtható fájlok keresési útvonala: C:\Windows\system32;C:\Windows;C:\Windows\System32\Wbem;{plusz program path}               |
| %PATHEXT%                 | Végrehajthatónak minősített fájlok kiterjesztései: COM;.EXE;.BAT;.CMD;.VBS;.VBE;.JS;.WSF;.WSH                                      |
| %PROCESSOR_ARCHITECTURE%  | Processzor architektúra: x86, IA64.                                                                                                |
| %PROCESSOR_IDENTIFIER%    | Processzor azonosító. |
| %PROCESSOR_LEVEL%         | Processzor modell száma. |
| %PROCESSOR_REVISION%      | Processzor revízió száma. |
| %PROGRAMDATA%             | ? |
| %PROGRAMFILES%            | %SystemDrive%\Program Files |
| %PROGRAMFILES(X86)%       | %SystemDrive%\Program Files (x86) (csak 64 bites verziókban)                                                                       |
| %PROMPT%                  | Kódokkal állítható be a készenléti jel.Default: $P$G                                                                               |
| %PSModulePath%            | ? |
| %PUBLIC%                  | ? |
| %RANDOM%                  | Véletlenszám előállítás 0 és 32767 között.                                                                                         |
| {Drive}:\$Recycle.Bin     | C:\Recycle.Bin |
| %SystemDrive%             | Az operációs rendszert tartalmazó kötet meghajtóbetűjele.                                                                          |
| %SystemRoot%              | A Windows könyvtár elérési útja; C:\Windows, formálisan C:\WINNT                                                                   |
| %TEMP% és %TMP%           | Átmeneti fájlok tárolásának elérési útja (TEMP vagy TMP mappa) %SystemDrive%\Documents and Settings\{username}\Local Settings\Temp |
| %TIME%                    | Aktuális idő. |
| %USERDOMAIN%              | Aktuális felhasználói fiókot tartalmazó tartomány neve.                                                                            |
| %USERNAME%                | Bejelentkezett felhasználó neve.                                                                                                   |
| %USERPROFILE%             | A Windows könyvtár elérési útja (u.a., mint SYSTEMROOT) %SystemDrive%\Documents and Settings\{username}                            |
| %WINDIR%                  | A Windows könyvtár elérési útja (u.a., mint SYSTEMROOT) %SystemDrive%\Windows                                                      |

## Programozási nyelvek és a környezeti változók
Nemcsak az operációs rendszer, hanem számos fejlesztői rendszer és programozási nyelv is hozzáférést biztosít a környezeti változókhoz. Például a legtöbb C nyelvű fordító stdlib könyvtára tartalmazza a char *getenv(const char *name) és a int putenv(char *newvalue) függvényeket, melyek a környezeti változók kezelésére szolgálnak.

## Operációs rendszerektől függő sajátosságok
- Unix/Linux rendszerek esetén egy processz örökli a környezeti változók másolatát és csak a környezeti változók másolatához férhet hozzá.
- DOS operációs rendszerek esetén a környezeti változók számára fenntartott memória nagysága korlátozva lehet.
- Windows alatt a PATH környezeti változó törlése a rendszer összeomlásával járhat, mert nem találja meg a rendszerfájlokat sem.